# Садиба Мурашка
Садиба Мурашка — пам'ятка історії та архітектури в Києві, що розташована на Малій Житомирській, 14-а, б. Складається з особняка і прибуткового будинку на червоній лінії забудови вулиці та флігеля на подвір'ї. Перебуває в аварійному стані.

## Історія садиби
У середині XIX століття садиба була власністю надвірного радника Флорентія Бровінського та його дружини Ольги Бровінської. У 1858 році на цьому місці збудовано одноповерховий особняк по фронту вулиці. На садибній ділянці площею 320 кв. сажнів (0,14 га) розташовувався сад (ліворуч), а посеред двору була вирита криниця, оскільки в ті часи не було водогону. У 1872 році нерухомість перейшла від Бровінських до Петра Григоровича-Барського, власника типографії і найбільшого канцелярського магазину в Києві. Новий господар був представником старовинної київської купецької родини, до якої також належали український православний письменник та мандрівник Василь Григорович-Барський і архітектор українського бароко Іван Григорович-Барський. Брат Петра Олександровича — Микола, був власником магазину ламп і посуду, що був розташований на Хрещатику, 28, а також одним із найбільших домовласників міста.
1875 року на замовлення Петра Григоровича-Барського за проєктом інженер-архітектора В. Чаплинського до тильної частини будинку було зроблено двоповерхову прибудову, яка згодом була поглинута пізнішими прибудовами. В останній чверті XIX століття з боку подвір'я надбудовано мезонін.
Згодом, у 1894 році сини Петра Григоровича-Барського, виступаючи в ролі опікунів хворого батька, продали садибу, закладену в міському Кредитному товаристві на суму 44 291 рубль. Новим господарем став Олександр Мурашко, київський купець 2-ї гільдії та майстер іконостасів. У 1898 році він звів триповерховий прибутковий будинок, що розташувався вздовж всього правого боку ділянки і був звернутий до вулиці вузьким торцем — головним фасадом. В умовах затісної ділянки на території садиби було влаштовано ламане в плані в'їзд-підворіття, автором якого став архітектор Микола Вишневський. Будинок складався із трьох трикімнатних і трьох семикімнатних квартир, що здавалися внайм. На нижньому ярусі перебувала крамниця, льох та дві кухні.
З опису садиби, який склав 1894 року архітектор Олександр-Петро-Адріан Шіле відомо, що парадний вхід в особняк і в прибутковий будинок був праворуч. Імовірно, на початку XX століття на місці дерев'яного з брандмауером сараю середини XIX століття було споруджено флігель. Між бічною прибудовою і особняком розташовувався фруктовий сад. У 1905 році сталася пожежа після якої садибу було реконструйовано.
17 травня 1910 року помер Олександр Іванович Мурашко і нерухомість на Малій Житомирській, 14 перейшла у спадок його сину Олександрові Мурашку, що було затверджено рішенням Київського окружного суду. У березні 1914 року спадкоємець продав садибу жителю Чернігова, дворянину Костянтину Котляревському. Після переїзду Олександра Мурашка на Багговутівську вулицю тут продовжувала діяти іконостасна майстерня, що вже належала Якову Мозговому. З приходом радянської влади садибу було націоналізовано і переобладнано під комунальні квартири. У 1930 роках тут також був Будинок культури сліпих.

## Архітектурні особливості

### Особняк (№14-а)
Особняк являє собою одноповерхову будівлю з цокольним поверхом і горищем, побудований з цегли, у плані складної конфігурації. Анфіладне планування приміщень згодом було змінено на коридорне. Зведений у стилі пізнього класицизму. Головний рустований фасад на шість вікон розчленований на три частини. У бічних пряслах вікна оздоблені трикутними сандриками, інші ж чотири — сандриками лучкової форми. Усі вікна обрамлені тичками з цегли. Першопочаткове оформлення інтер'єрів не збереглося.

### Прибутковий будинок (№14-а)
Являє собою триповерхову будівлю з напівпідвалом і мезоніном. Прибутковий будинок побудований з цегли, у плані близький до прямокутника. Створений у ренесансно-барокових формах, він має симетричну композицію і по бокам увінчаний двома ризалітами, які мають трикутні фронтони. Перший і другий поверхи рустовані на три частини кожен. Центральну тривіконну частину будівлі завершено мезоніном, який складається з шести вікон, оформленими арковими прорізами та стрункими пілястрами. Вікна основної площини стіни оформлені фігурними сандриками. Первісний декор приміщень втрачено.

### Флігель (№14-б)
Двоповерхова цегляна будівля на межі садиби, дерев'яні сходи ведуть на другий поверх.

## Сучасний етап

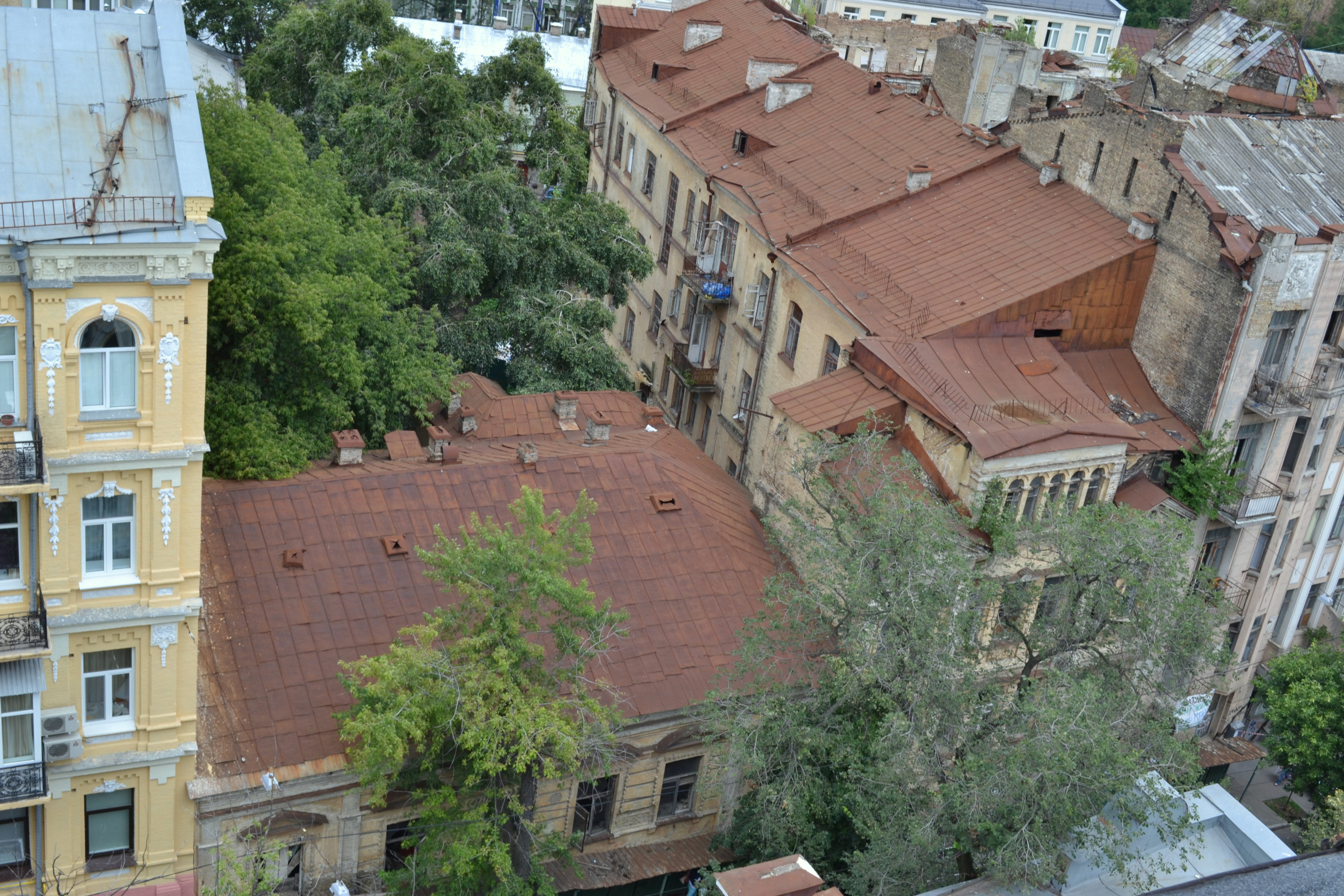
Садиба Мурашка з даху сусіднього будинку.

У 2008 році при тодішньому мері Леоніду Черновецькому садиба Мурашка була передана в приватну власність компаніям «Пантеон-Інвест» і «Вестіга», а мешканців будинку почали виселяти на Троєщину. Нові власники планували знести всі будівлі, що є пам'ятками історії та архітектури і збудувати на їх місці готельно-житловий комплекс. У травні 2009 Українське товариство охорони пам'яток історії та культури занесло садибу до «Червоної книги культурної спадщини України».
29 березня 2011 року Прокуратурою міста Києва було порушено кримінальну справу, а 19 жовтня визнано недійсним договори купівлі-продажу будинків і власників зобов'язали повернути їх до комунальної власності Києва. Станом на 2013 рік садиба Мурашка перебувала в аварійному стані. Були виявлені прогресуючі наскрізні тріщини в несучих зовнішніх і внутрішніх стінах та перегородках, а приміщення завалені сміттям.
У ніч на 28 червня 2013 року в будівлі сталася пожежа. Вогнем було охоплено близько 2400 м² дерев'яних перекриттів.
У квітні 2015 року Генеральна прокуратура України через суд повернула садибу у власність міста.
У листопаді 2016 року в садибі Мурашка розпочалися протиаварійні та консерваційні роботи, на які з міського бюджету було передбачено 1,5 млн грн.

За спогадами кінорежисера Романа Балаяна:
«На Малій Житомирській, 14 була майстерня мого товариша, скульптора Миколи Рапая, автора пам'ятників Лесю Курбасу, Михайлу Булгакову, Анатолію Солов'яненку, багатьох київських меморіальних дошок. Хто там тільки не гостював! Микита Міхалков, Олег Янковський, Олександр Абдулов, італійські кінематографісти — зараз усіх і не згадаю. Уявіть: у самому центрі Києва, у дворі майстерні, ми смажили шашлики. Бувало, пригощали перехожих, які заходили за малою потребою у підворіття — і потрапляли на вечірку із кінозірками. Щоправда, мангал у нас періодично викрадали. Останній на моїй пам'яті ми прикували товстим ланцюгом і його все одно забрали».
Станом на жовтень 2021 року єдиним і останнім мешканцем садиби є київський математик і викладач Олександр Глухов, який бореться за її збереження з 1995 року.